# Língua nancowry
Nancowry (Nancoury, Nankwari, Mūöt) é uma língua  Nicobaresa falada nas Ilhas Nicobar centrais. Não é mutuamente inteligível com as outras línguas do Nicobaresas centrais e está distantemente relacionada às línguas a  vietnamita e  khmer,

## Fonologia

### Consoantes
|             | Labial | Alveolar/ Retroflexa | Palatal | Velar | Glotal |
| ----------- | ------ | -------------------- | ------- | ----- | ------ |
| Oclusiva    | p      | t̪                    | c       | k     | ʔ      |
| Nasal       | m      | n̪                    | ɲ       | ŋ     |        |
| Fricativa   | f ʋ    | s                    |         |       | h      |
| Vibrante    |        | ɾ                    |         |       |        |
| Aproximante |        | l                    | j       |       |        |

- A semivogal labial é escrito de forma variada v e w é escrito ʋ

### Vogais
|              | anterior | Central | Posterior |
| ------------ | -------- | ------- | --------- |
| Fechada      | i        | ɯ       | u         |
| Meio fechada | e        |         | o         |
| Meio aberta  | ɛ        | ə       | ɔ         |
| Aberta       | æ        | a       |           |

## Escrita
A língua Nancowry usa uma forma do alfabeto latino que não apresenta as letras B, D. G, J, M, Q, M, X, Z.  Usam-se as formas Ng e Ny. Há 20 combinações de vogais incluindo ditongos, tritongos e diacritícos 

## Vocabulário
Conforme Paul Sidwell]] (2017) publicou na conferência ICAAL 2017 sobre as línguas nicobarenses:
| Palavra    | Nancowry     | proto-Nicobarês |
| ---------- | ------------ | --------------- |
| quente     | táɲ          | *taɲ            |
| quatro     | koan         | *foan           |
| criança    | kúan         | *kuːn           |
| liábio     | manúɲ        | *manuːɲ         |
| cão        | ʔám          | *ʔam            |
| noite      | hatə́m        | *hatəːm         |
| macho      | kóɲ          | *koːɲ           |
| ouvido     | náŋ          | *naŋ            |
| um         | hĩaŋ         | *hiaŋ           |
| barriga    | wíaŋ         | *ʔac            |
| sol        | hɛ́ŋ          | -               |
| doce       | síaŋ         | -               |
| profundo   | cijáw        | -               |
| coxa       | pulóʔ        | -               |
| pítom      | tulán        | -               |
| estrada    | kají         | -               |
| bocejo     | hiŋáp        | -               |
| centopeia  | kaʔiáp       | -               |
| sonho      | ʔinfuá       | -               |
| língua     | kaliták      | -               |
| transbordo | yuait-nga    | *roac           |
| nariz      | moah         | *moah           |
| peito      | toah         | *toah           |
| tossir     | oōàh         | *ʔoah           |
| braço      | koâl         | *koal           |
| dentro     | oal, òl      | *ʔoal           |
| joelho     | det-ongkēang | *keaŋ           |

## Morfologia
Presença de um sistema de infixação de cópia de coda (final da palavra). Estoque de raízes lexicais é reduzido pelo tabu de palavras ativas e, portanto, dependem extensivamente da derivação.
- kóɲ - 'macho, marido'
- ʔumkóɲ -'transformar-se em homem'
- mumkóɲ - 'eunuco'
- ʔinkóɲtet - 'widower'
- kóɲu - 'casar, ter um homem'
- kamóɲu - 'mulher casado'

lternâncias morfológicas compartilhadas: o causativo AA tônica).
- ŋok - 'comer' / haŋok 'alimentar'
- cim - 'chorar' / hacim 'fazer alguém chorar'
- lapəʔ - 'bonito' / lumpəʔ 'fazer alguém bonito'
- karuʔ - 'grande' / kumdruʔ 'aumentar'

| Pessoa        | Singular   | Dual                         | Plural                       |
| ------------- | ---------- | ---------------------------- | ---------------------------- |
| 1ª            | cə̃ˑ ~ cɯ̃ˑə | xãˑʔ (incl.) ci ʔaˑj (excl.) | xeˑʔ (incl.) ci ʔəˑj (excl.) |
| 2ª            | mɛ̃ˑ        | ʔinãˑ                        | ʔifeˑ                        |
| 3ª            | ʔə̃ˑn       | ʔunãˑ                        | ʔufeˑ                        |
| Demonst- Prox | nɛˑʔ       | -                            | ʔiˑn                         |
| Demonst- Dist | ʔãˑn       | ŋãˑŋ                         | kəˑʔ                         |